# Comtat Venaissin

Wappen des Comtat Venaissin

Das Comtat Venaissin („Grafschaft Venaissin“), meist nur als Comtat abgekürzt, ist der Name einer historischen Region um die Stadt Avignon in der Provence in Südfrankreich. Es umfasste ungefähr das Gebiet zwischen Rhone, Durance und dem Mont Ventoux. Avignon selbst war niemals Teil des Comtat und begründete die Grafschaft Avignon. Venaissin wurde wahrscheinlich nach dem Bischofssitz Venasque benannt. Die Hauptstadt war Pernes-les-Fontaines, ab 1320 Carpentras.

## Entstehung der Enklave

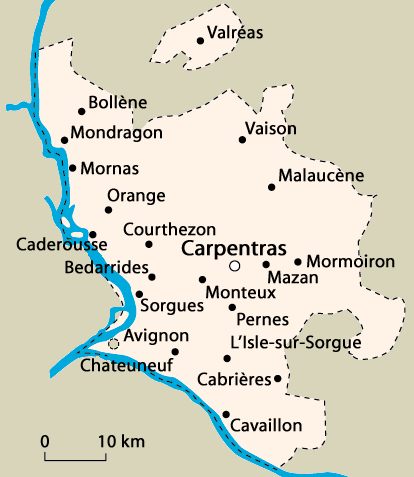
Karte des Comtat Venaissin

Nach dem Zerfall des Königreichs Arelat fiel das Venaissin zuerst an die Grafen der Provence und danach für über zwei Jahrhunderte an die Grafen von Toulouse. Im Jahr 1229, nach dem Ende der Albigenserkriege, setzte Raimund VII., Graf von Poitiers und Toulouse, seinen Schwiegersohn Alfons von Poitiers als Erben ein. Als dieser im Jahr 1271 kinderlos starb, fiel das Venaissin an den Papst, der zu diesem Zeitpunkt noch in Rom residierte (erst ab 1309 in Avignon; siehe: Avignonesisches Papsttum). Diese Schenkung bestätigte 1274 der französische König Philipp der Kühne.

## Das Venaissin unter päpstlicher Herrschaft und sein Verhältnis zum Königreich Frankreich
Unter Papst Clemens V. wurde das Venaissin zur Grafschaft (comtat) erhoben, Papst Clemens VI. kaufte 1348 von Gräfin Johanna von Provence das vom Comtat umgebene Avignon. Die beiden Grafschaften formten zusammen die vereinigte päpstliche Enklave; Avignon regierte ein Vize-Legat des Papstes, das Venaissin Rektor, ein Geistlicher von niedererem Rang. Die Bewohner der Enklave zahlten keine Steuern und mussten keinen Militärdienst leisten, was das Leben im Comtat attraktiver machte als unter der französischen Krone.
Spätere französische Herrscher versuchten während Streitigkeiten mit dem Heiligen Stuhl Avignon und das Venaissin zu erwerben. 1663, 1668 und von 1768 bis 1774 fielen französische Truppen in das Comtat ein. Unter der Herrschaft Ludwigs XIV. und Ludwigs XV. unterlag es Handels- und Zollbeschränkungen; 1734 verbot der französische König den Einwohnern des Venaissin, Tabak anzupflanzen und Indiennes (bedruckte Baumwollstoffe mit indischen Mustern) herzustellen.

## Französische Revolution und Annexion an die Republik
Die päpstliche Herrschaft endete mit der Französischen Revolution. Schon seit 1785 hatte es reformerische Bestrebungen gegeben. Als es 1789 wie in Frankreich zu Unruhen kam, bat man Papst Pius VI., die Generalstände des Venaissin einzuberufen, die letztmals 1596 zusammengetreten waren; dies geschah im April 1790. Dabei wurden verschiedene Beschlüsse gefasst, die dem Venaissin ein republikanisches Gepräge gaben (Steuergleichheit, Abschaffung der Standesprivilegien, Justizreformen), doch gleichzeitig erneuerte man den Schwur auf den Papst, als Avignon darauf drängte, sich Frankreich anzuschließen. Auch nahm das Venaissin den aus Avignon vertriebenen Vize-Legaten auf. Es kam zum bewaffneten Konflikt mit Avignon, dem eine Intervention französischer Truppen ein Ende setzte. Am 12. Juni 1791 optierten die Einwohner in einem vom Papst nicht autorisierten Plebiszit für den Anschluss an Frankreich, den daraufhin die verfassungsgebende Nationalversammlung am 14. September 1791 beschloss.
Seit 1793 bildet das vormalige Comtat Venaissin zusammen mit den Gebieten von Avignon und Orange das Département Vaucluse.
Bis 1814 erkannte der Heilige Stuhl den Anschluss an Frankreich nicht an und protestierte dagegen, dass der Wiener Kongress bei der Wiederherstellung des Kirchenstaats die Frage seiner ehemaligen südfranzösischen Besitzungen nicht berührte.

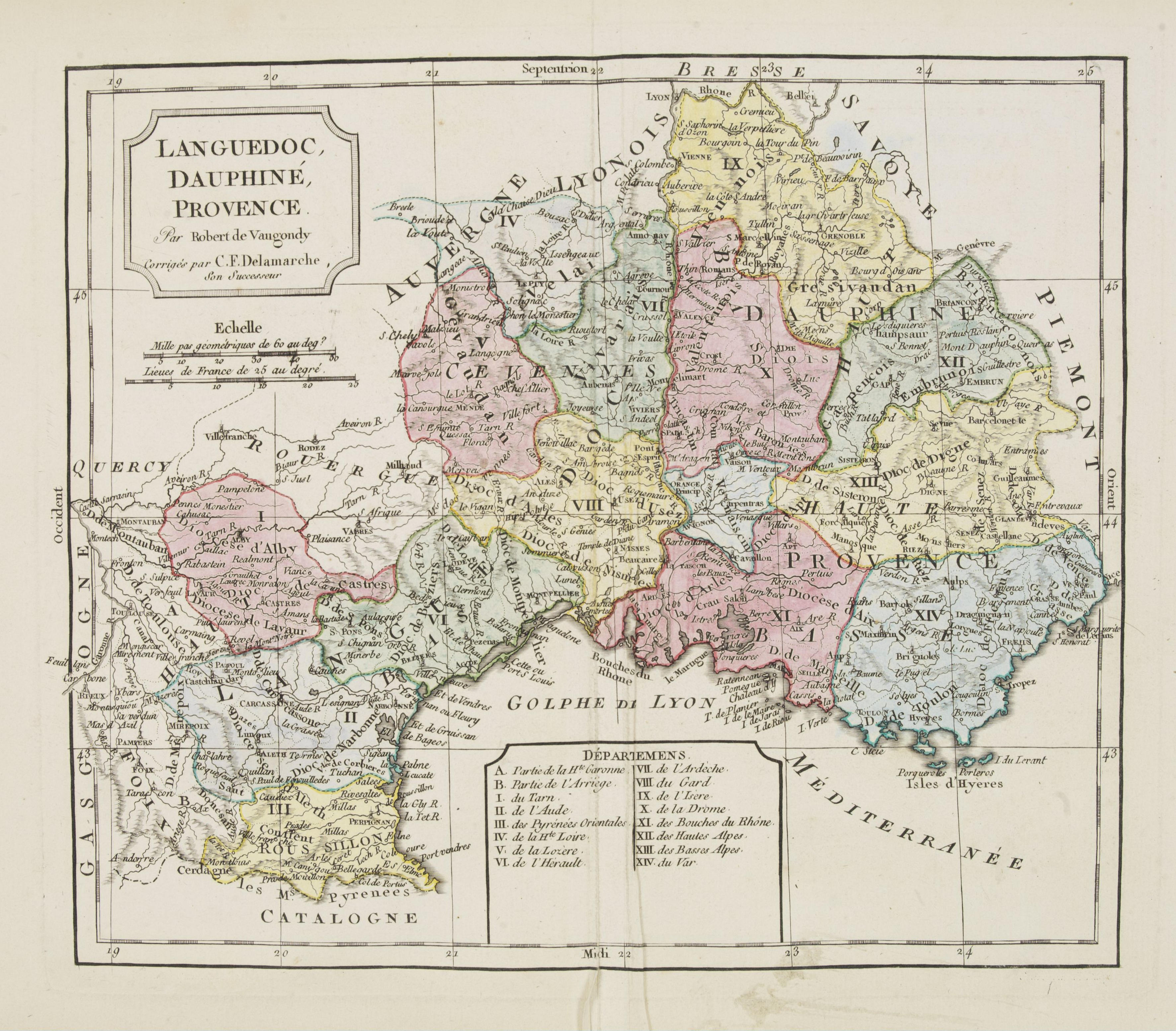
Das Languedoc, die Dauphiné und die Provence, 1794
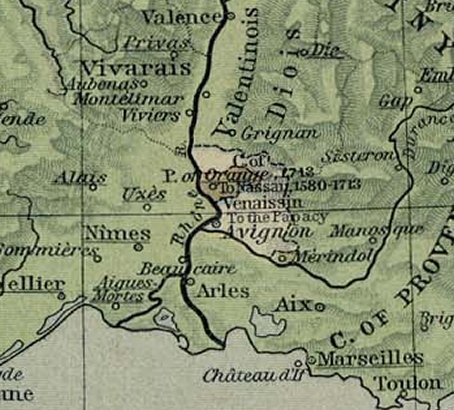
Das Comtat mit Fürstentum Oranien, 1601
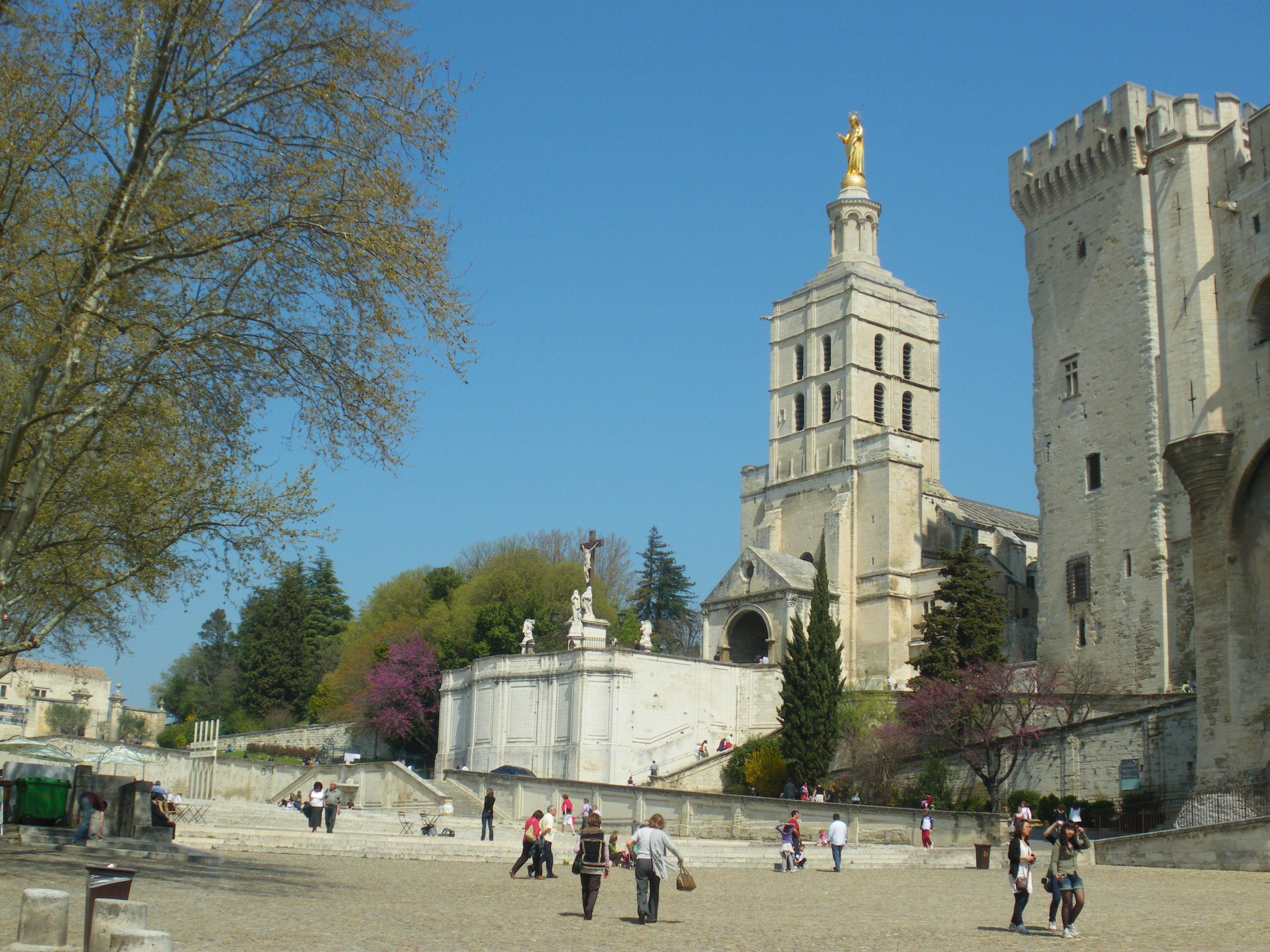
Die Kathedrale von Avignon
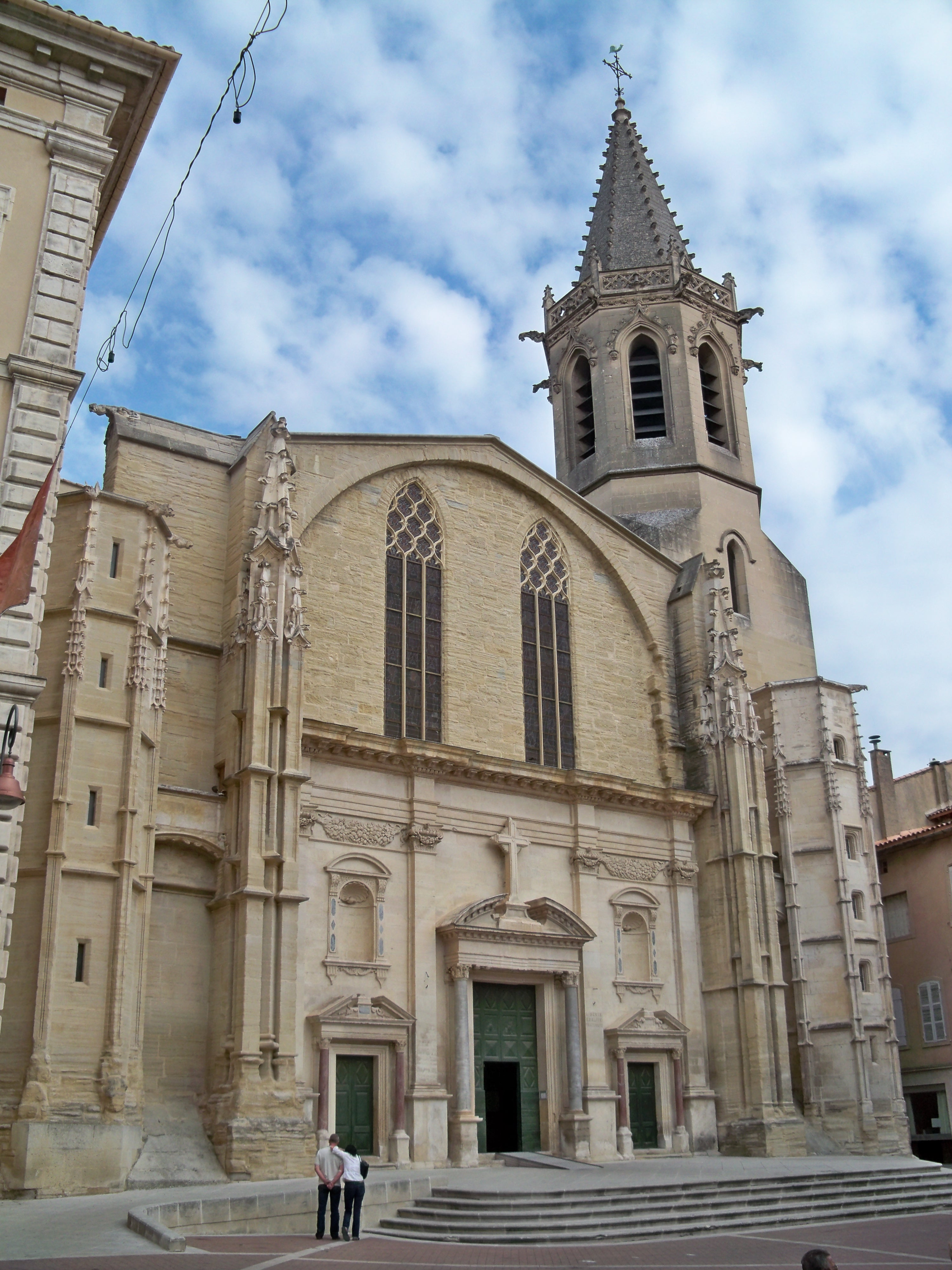
Die Kathedrale von Carpentras
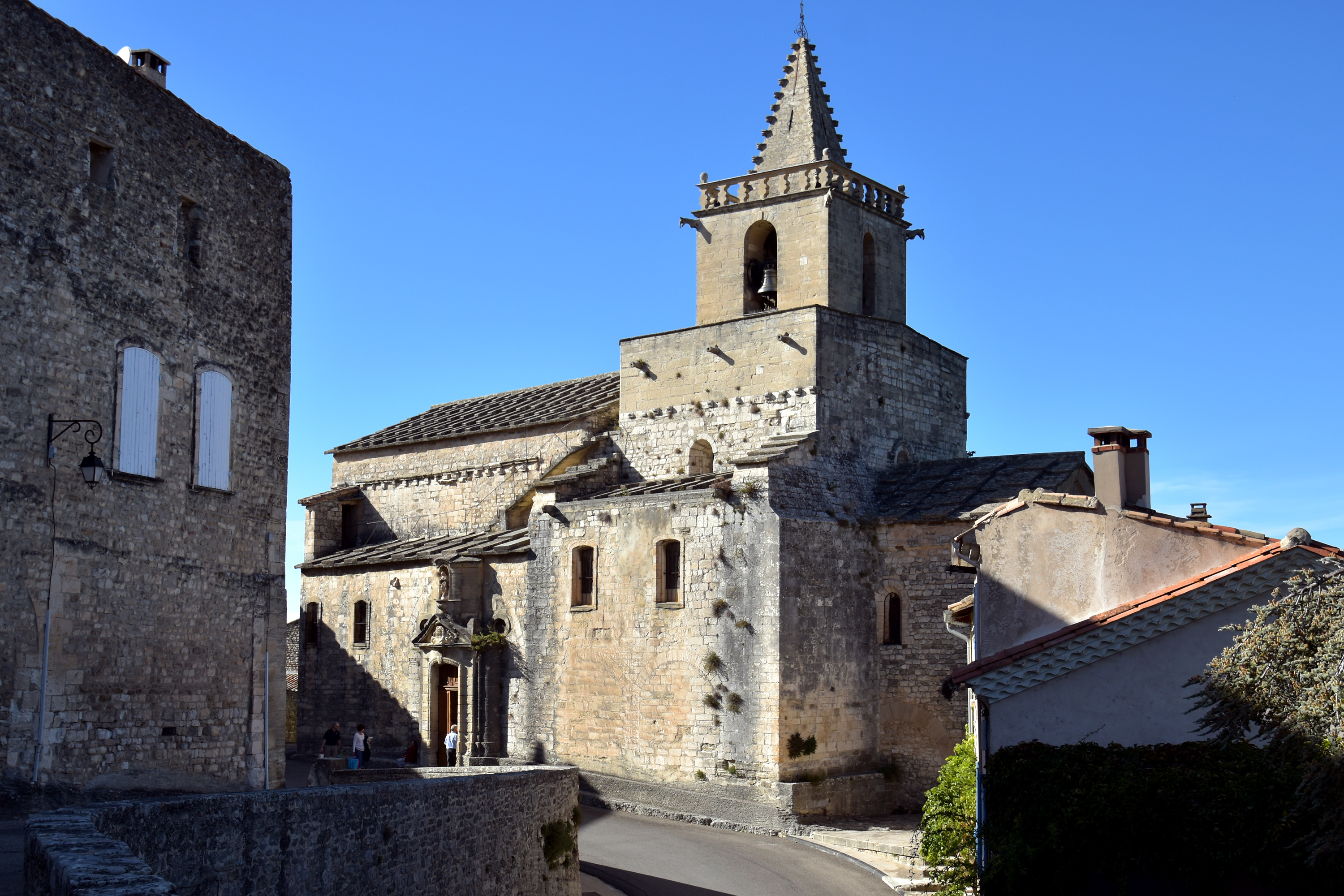
Die Liebfrauenkirche am Eingang zur Oberstadt von Venasque
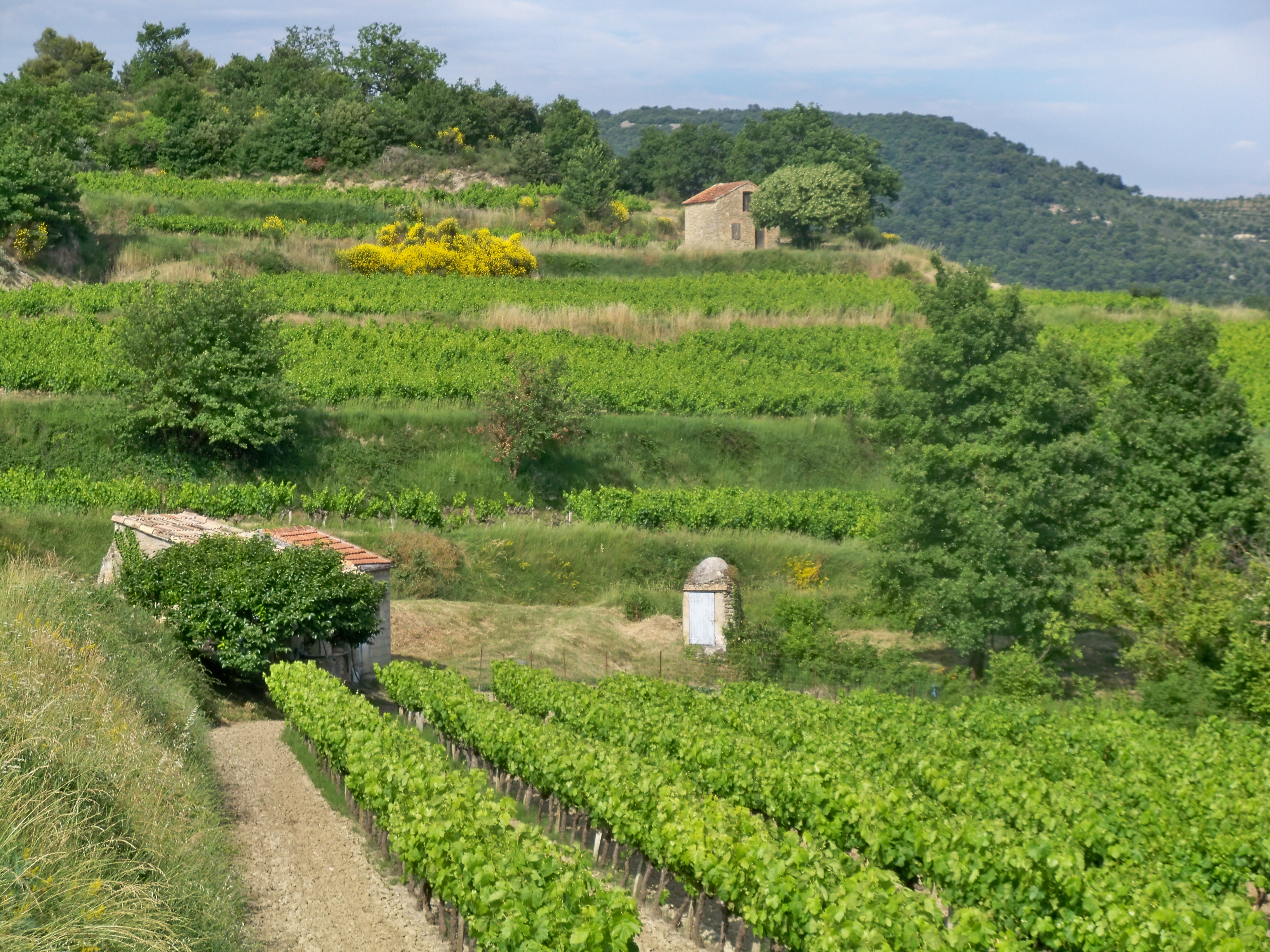
Weinbau in der oberen Grafschaft

## Die jüdische Gemeinde des Comtat Venaissin
Bereits aus römischer Zeit sind jüdische Gemeinden im Rhonetal bekannt. Die Juden des Venaissin lebten in wenigen, streng abgeschlossenen Straßenzügen (carrieros) der Ortschaften Cavaillon, Carpentras und L’Isle-sur-la-Sorgue sowie in Avignon und entwickelten eine eigene jüdische Kultur ohne direkten Bezug zum sephardischen (südwesteuropäischen) oder aschkenasischen (mittel- und osteuropäischen) Judentum. Die Vertreibung der Juden aus Frankreich im Jahr 1394 betraf die unter dem Schutz des Papstes stehenden Juden nicht, doch wurden ihnen diskriminierende Maßnahmen (gelbe Kleidung, Sondersteuern, Zwangspredigten) auferlegt. Mit ihrer Duldung dienten die „Juden des Papstes“ aus theologischer Sicht dem Zweck, Zeugen (testes) für das Schicksal zu sein, das einen erwartete, wenn man sich dem Christentum verschließt. Erst die französische Revolution brachte den Juden die Gleichberechtigung einschließlich der Niederlassungsfreiheit.